# Andrónico Lukšić Craig
Andrónico Mariano Lukšić Craig (pronunciado /lúksich kreig/ en fonética española; Antofagasta, 16 de abril de 1954) es un empresario chileno de ascendencia croata, presidente de Quiñenco, empresa matriz del Grupo Luksic —uno de los mayores conglomerados de Chile— encargada de las operaciones industriales y financieras de este. Además, ha formado parte de directorios de diversas empresas. Junto al resto de su familia, está clasificado como una de las mayores fortunas del mundo según la revista Forbes.

## Biografía
Nació en 1954, siendo el primogénito del matrimonio conformado por Andrónico Lukšić Abaroa y Ena Craig Monett, del cual también nacería Guillermo. Su madre falleció durante una operación al corazón, cuando Andrónico tenía alrededor de cuatro años. En 1961 su padre se casó con Iris Fontbona, unión de la que nacieron tres hijos; María Paola, María Gabriela y Jean-Paul. Andrónico siempre ha tratado como madre a Fontbona.
Andrónico Lukšić Craig pasó su infancia en Antofagasta, donde realizó su educación básica en el Colegio San Luis y en 1967 su familia se trasladó a Santiago, donde vivieron en una casa de calle Alcántara. Realizó sus estudios primarios en The Grange School, en Santiago, y los secundarios en Dublin School, en Nuevo Hampshire (Estados Unidos). Más adelante ingresó al Babson College, una escuela de negocios privada de Massachusetts.
Estuvo casado con la argentina Patricia Lederer Tcherniak, con quien tuvo cinco hijos; Andrónico, Davor, Dax, Maximiliano y Fernanda. El matrimonio se divorció en 2016.[cita requerida]
Lukšić practica el montañismo y ha escalado varias de las principales montañas del mundo, incluyendo el Everest y las otras seis que son incluidas en las "Siete Cumbres". En 2007 se graduó como oficial de reserva del Ejército de Chile junto con otros 16 profesionales y empresarios.

## Carrera empresarial
Tras el golpe de Estado de 1973, su padre, Andrónico Lukšić Abaroa, partió a Londres tras haber sido acusado de cooperar con el gobierno de la Unidad Popular. Andrónico Lukšić Craig, por su parte, se radicó en la Argentina donde estuvo encargado de administrar los negocios de su familia en ese país, entre los que estaban una distribuidora automotriz, una fábrica cervecera y tierras ganaderas y agrícolas. En su juventud también incursionó en el negocio de los transportes.

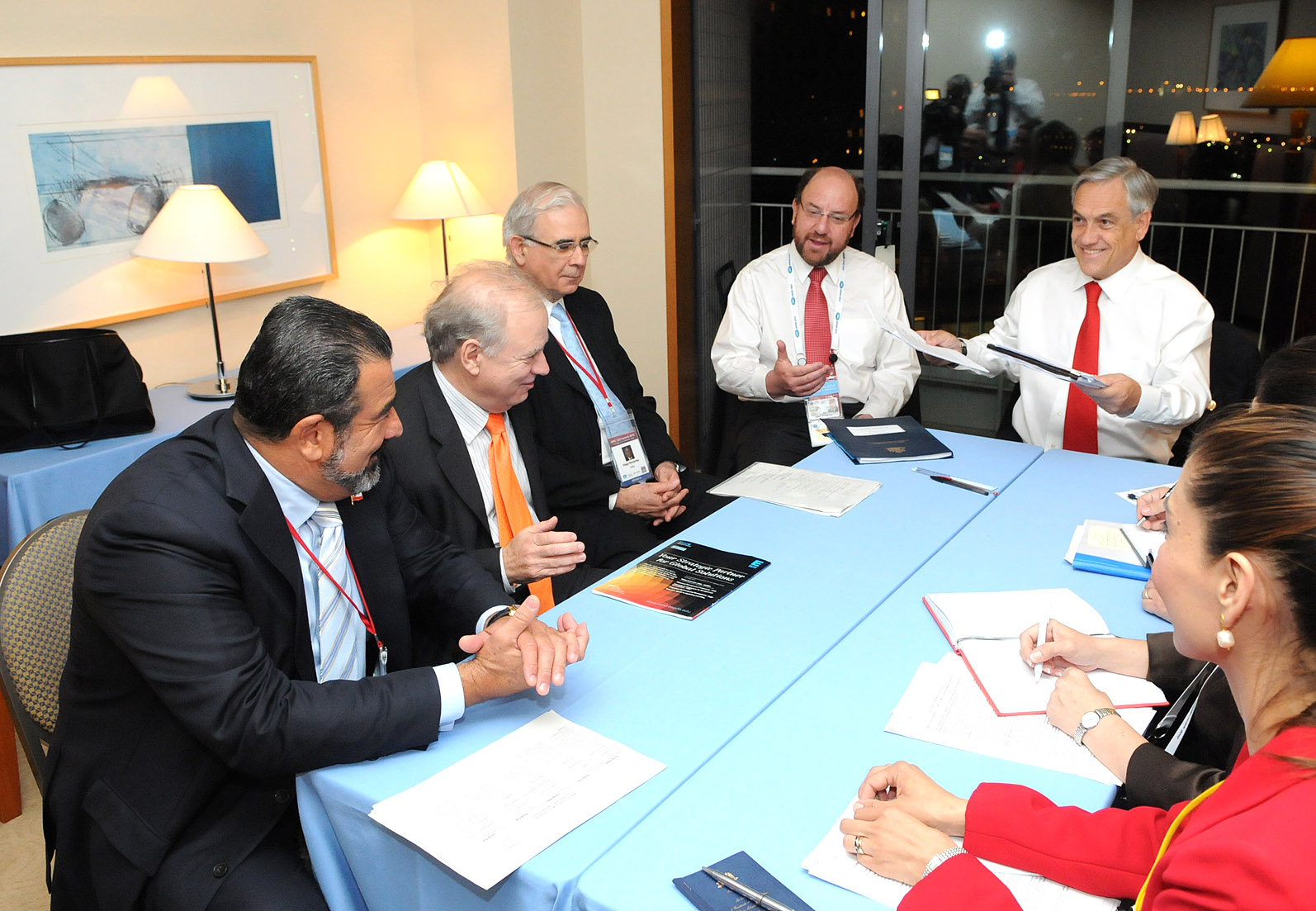
Lukšić (primero a la izquierda) durante una reunión de la comitiva chilena a la reunión APEC Japón 2010.

En 1978 asumió como director de Quiñenco, que en ese tiempo agrupaba todas las inversiones del grupo Luksic. Quiñenco junto a la alemana Paulaner se convirtieron en accionistas mayoritarios de la Compañía de las Cervecerías Unidas (CCU) en 1986, compra que ha sido atribuida a la gestión de Andrónico Lukšić. Al año siguiente quedó a cargo del sector financiero del grupo. Así posteriormente fue nombrado vicepresidente de Quiñenco y ha integrado los directorios de las empresas que conforman dicha filial, como CCU, Madeco y el Banco de Chile. En este último Lukšić asumió como vicepresidente en el año 2002. También ha integrado los directorios de la Sociedad de Fomento Fabril (Sofofa) y de la Bolsa de Comercio de Santiago.
A mediados de 2010, Lukšić Craig adquirió el 67 % de Canal 13, mediante un acuerdo con la Pontificia Universidad Católica de Chile para conformar una sociedad administradora del canal. La casa de estudios, por su parte, conservó el 33 % de la propiedad de las acciones. Más tarde, en noviembre de 2017, adquirió el control del 100% del Canal 13 S.A. a través de Inversiones TV Medios Ltda, que incluye a su vez Radiodifusión S.A.
Desde el año 2000 y hasta 2015 integró el Consejo Consultivo Empresarial de APEC (ABAC). En 2011, fue nombrado vicepresidente del Consejo Asesor Internacional de Líderes de Negocios por el alcalde de Shanghái. Asimismo, es miembro de la Comisión Asesora Internacional del Instituto de Brooking y de la Bolsa de Nueva York. Es miembro además del Consejo Asesor de la Autoridad del Canal de Panamá y del Consejo Asesor Comercial del Foro de Cooperación Económica Asia-Pacífico.

## Filantropía
Buscando generar vínculos entre académicos y estudiantes de Chile con los de centros más avanzados del mundo, apoya a los centros globales de Harvard, Columbia y MIT en Chile.
También es Trustee Emeritus en Babson College; miembro del Harvard Global Advisory Council; Latin America Advisory Board en la Escuela de negocios Harvard; del Advisory Board de la Escuela de Economía y Administración de la Universidad Tsinghua y de la Escuela de Administración de la Universidad Fudan. Es parte del David Rockefeller Center for Latin American Studies; del Comité de Asesoría para América Latina de la Escuela de Negocios de Harvard; del International Advisory Board de la Escuela de Gobierno Blavatnik de la Universidad de Oxford, y del Latin America Executive Board de la Escuela de Administración y Dirección de Empresas Sloan del MIT. La Universidad de Harvard otorga la beca Luksic Visiting Scholar.
Es fundador de las organizaciones Fundación Educacional Oportunidad, dedicada al mejoramiento de la educación preescolar en Chile. Lukšić donó 3 mil millones de pesos chilenos (equivalente a 4,6 millones de dólares) a la campaña solidaria Teletón 2007. Andrónico Lukšić se comprometió a reconstruir un jardín infantil de Villa Santa Lucía en la Región de Los Lagos, luego de los deslizamientos de tierra que sepultaron 20 viviendas de 200 del sector, en 16 de diciembre de 2017.

## Controversias

### Censura deImpunidad diplomática
En 1993 se publicó en Argentina el libro Impunidad diplomática de Francisco Martorell, quien decía que en su libro relataba las circunstancias que llevaron a la exoneración del embajador argentino en Chile, Oscar Spinosa Melo, y su relación con diversas figuras de la política y el empresariado chileno, entre ellos, Guillermo y Andrónico Lukšić. Este último presentó un recurso de protección ante la Corte de Apelaciones de Santiago para evitar la circulación del libro en Chile pues consideraba que su contenido era injurioso. El 21 de abril de ese año, la Corte acogió el recurso y el libro nunca fue vendido en Chile.

### Tráfico de influencias en Perú
En 2001 fue acusado en el Perú de "instigación al tráfico de influencias" con Vladimiro Montesinos, para evitar el cierre de una industria de Lucchetti, ubicada en un pantano del Departamento de Lima. Finalmente el caso fue declarado prescrito en 2006 por la Corte Suprema de Justicia del Perú. Tras la polémica de Lucchetti Perú, en el que el grupo Lukšić perdió cerca de 200 millones de dólares, se manifestó crítico hacia la política exterior de Chile durante el gobierno de Ricardo Lagos y preocupado por la situación política en Sudamérica, durante reuniones que mantuvo con diplomáticos de Estados Unidos entre 2007 y 2008. Dichas conversaciones fueron divulgadas por el sitio WikiLeaks a fines de 2010.

### Parodia en Twitter
En 2011 presentó una denuncia por supuesto robo de identidad contra los responsables de tres cuentas en Twitter que le parodiaban a él y a su familia. En febrero de 2013 se formalizó la investigación contra un abogado, Rodrigo Ferrari Prieto, acusado de crear las cuentas en 2010; según la ONG Derechos Digitales, el caso atentó «contra el ejercicio de la libertad de expresión. Hoy cualquier tipo de cuenta en Internet que intenta ser una sátira de una figura pública constituiría un delito de usurpación de identidad». Finalmente el Séptimo Juzgado de Garantía de Santiago sobreseyó al abogado, al considerar que al crear la cuenta @losluksic no hubo ánimo de usurpación sino de sátira, y Lukšić decidió no apelar de dicha sentencia.

### Caso Caval
En 2015, se dio a conocer que la sociedad Exportadora y de Gestión Caval Limitada, propiedad de Natalia Compagnon, cónyuge de Sebastián Dávalos y nuera de Michelle Bachelet, obtuvo un crédito por parte del Banco de Chile por más de US$ 10 millones (exactamente CLP$ 6500 millones), el cual fue tratado en una reunión entre Compagnon, acompañada de Dávalos, con Andrónico Lukšić Craig, vicepresidente del banco. El escándalo fue bautizado por la prensa local como «Caso Caval» y «Nueragate».
En una carta enviada a los trabajadores del Banco de Chile, Lukšić asumió su responsabilidad en el encuentro, sintiendo no haber previsto las consecuencias. Tras este escándalo, la prensa ha informado que Lukšić posee diversas conexiones con la Nueva Mayoría, bloque político oficialista de centroizquierda y otras.

### Querella contra Gaspar Rivas
En abril de 2016, durante una sesión de la Cámara de Diputados sobre el proyecto de ley antidelincuencia, Gaspar Rivas se refirió a Lukšić como «un delincuente» y «un hijo de puta». Andrónico Lukšić respondió al parlamentario mediante un vídeo en YouTube, donde lo emplazó a entregar los antecedentes que tuviera en su contra a tribunales, y analizó la posibilidad de iniciar acciones legales por dichos insultos. Rivas no se retractó de sus dichos, por lo cual Lukšić se querelló por injurias contra el diputado en mayo de ese año, y en julio la Corte de Apelaciones de Santiago confirmó el desafuero de Rivas para enfrentar el juicio.
El 19 de diciembre comenzó el juicio oral por la causa en el Centro de Justicia de Santiago, ocasión en que Lukšić fue agredido por manifestantes.  El 28 de diciembre se dictó sentencia, condenando a Rivas a 180 días de pena remitida, y el pago de una multa de 40 UTM, lo cual lo inhabilita a ejercer su cargo parlamentario.

## Condecoraciones

### Condecoraciones extranjeras
- Comandante de la Orden de Leopoldo II ( Bélgica,2011).[40]